# Monica Sæther
Monica Sæther (1971) è un'ex sciatrice alpina norvegese.

## Biografia
Specialista delle prove veloci, la Sæther vinse la medaglia d'argento nel supergigante ai Campionati norvegesi del 1988; non prese parte a rassegne olimpiche né ottenne piazzamenti in Coppa del Mondo o ai Campionati mondiali.

## Palmarès

### Campionati norvegesi
- 1 medaglia (dati dalla stagione 1987-1988):
  - 1 argento (supergigante[senza fonte] nel 1988)